# Мис Норвегія
71°20′0″ пд. ш. 12°18′0″ зх. д. / 71.33333° пд. ш. 12.30000° зх. д.
Мис Норвегія (норв. Kapp Norvegia, ісп. Cabo Noruega) — видатний мис на узбережжі Принцеси Марти Землі Королеви Мод в Антарктиді. Позначає північно-східну межу шельфового льодовика Райзера-Ларсена. Це також найсхідніша точка моря Ведделла, оскільки його східна межа проходить з півночі на північний захід звідси до острова Моррелл згідно з демаркацією МГО.
Його відкрив норвезький полярний дослідник Яльмар Рісер-Ларсен під час обльоту в лютому 1930 р. Рісер-Ларсен назвав мис на честь експедиційного судна «Норвегія», з якого він розпочав свій обліт.